# Lerista bougainvillii
Lerista bougainvillii är en ödleart som beskrevs av  Gray 1839. Lerista bougainvillii ingår i släktet Lerista och familjen skinkar. Inga underarter finns listade i Catalogue of Life.